# Cerea lugubris
Cerea lugubris is een hooiwagen uit de familie Assamiidae.